# Juliet Kelly
Juliet Kelly (* 6. Mai 1970 in London) ist eine britische Jazzmusikerin (Gesang, Komposition).

## Leben und Wirken
Kelly wuchs als Kind in einer Umgebung auf, in der nur religiöse Musik erlaubt war. Im Alter von 13 Jahren erhielt sie erstmals Klavierunterricht. Nach abgeschlossener Schulausbildung nahm sie ein Wirtschaftsstudium auf und besuchte daneben einen Bassgitarrenkurs. Zufälligerweise traf sie auf die Sängerin Anita Wardell, die sie überzeugte, sich dem Jazzgesang zuzuwenden. Sie absolvierte einen geeigneten Postgraduiertenkurs an der Londoner Guildhall School of Music and Drama, wo sie auf Musiker wie Gary Crosby, John Etheridge und Orphy Robinson traf. Sie war zuerst in London, bald darauf in ganz Großbritannien erfolgreich als Sängerin, tourte auch in Europa und trat in Israel und Australien auf.
Kelly arbeitete mit Tony Kofi, Gareth Williams und Jim Mullen und trat 2003 und 2004 beim London Jazz Festival auf. Auf ihrem Debütalbum Aphrodite’s Child (2003) stellte sie sich auch als Songwriterin und Arrangeurin vor; 2005 kam es zu ersten Auftritten in den USA. Drei weitere Alben unter eigenem Namen folgten. Sie ist auch auf Alben von Courtney Pine und Dimitri Vassilakis zu hören.
Kelly, zu deren Einflüssen Shirley Horn und Ella Fitzgerald, aber auch Nina Simone gehören, hat Allmusic zufolge eine unverwechselbare, satte und gut phrasierende Stimme, verbunden mit einer bewundernswerten Bühnenpräsenz. Weiterhin arbeitete sie als Reporterin für Jazz on 3 (BBC Radio 3) und moderierte eigene Sendungen für BBC Radio Kent und UKJazzRadio.com.

## Diskografische Hinweise
- Aphrodite’s Child (33Jazz 2003, mit Mike Gorman, Tom Barlow, Sebastian Rochford sowie Tony Kofi)
- Delicious Chemistry (Chantko 2005, mit Carl Orr, Tom Barlow, Seb Rochford sowie Omar Puente, Kate Williams, Byron Wallen, Roger Beaujolais und Courtney Pine)[1]
- Licorice Kiss (Purple Stiletto 2009, Carl Orr, Oli Hayhurst, Pat Illingworth, George Moore)
- Spellbound Stories (Purple Stiletto 2015, Nick Ramm, Oli Hayhurst, Eddie Hick sowie Manjeet Singh Rasiya)[2]